# Zempin
Das Seebad Zempin ist eine Gemeinde auf der Insel Usedom, direkt am Ufer der Ostsee und des Achterwassers gelegen. Die Gemeinde wird vom Amt Usedom-Süd mit Sitz in der Stadt Usedom verwaltet. Bis 2005 war die Gemeinde Teil des Amtes Usedom-Mitte.

## Geografie und Verkehr

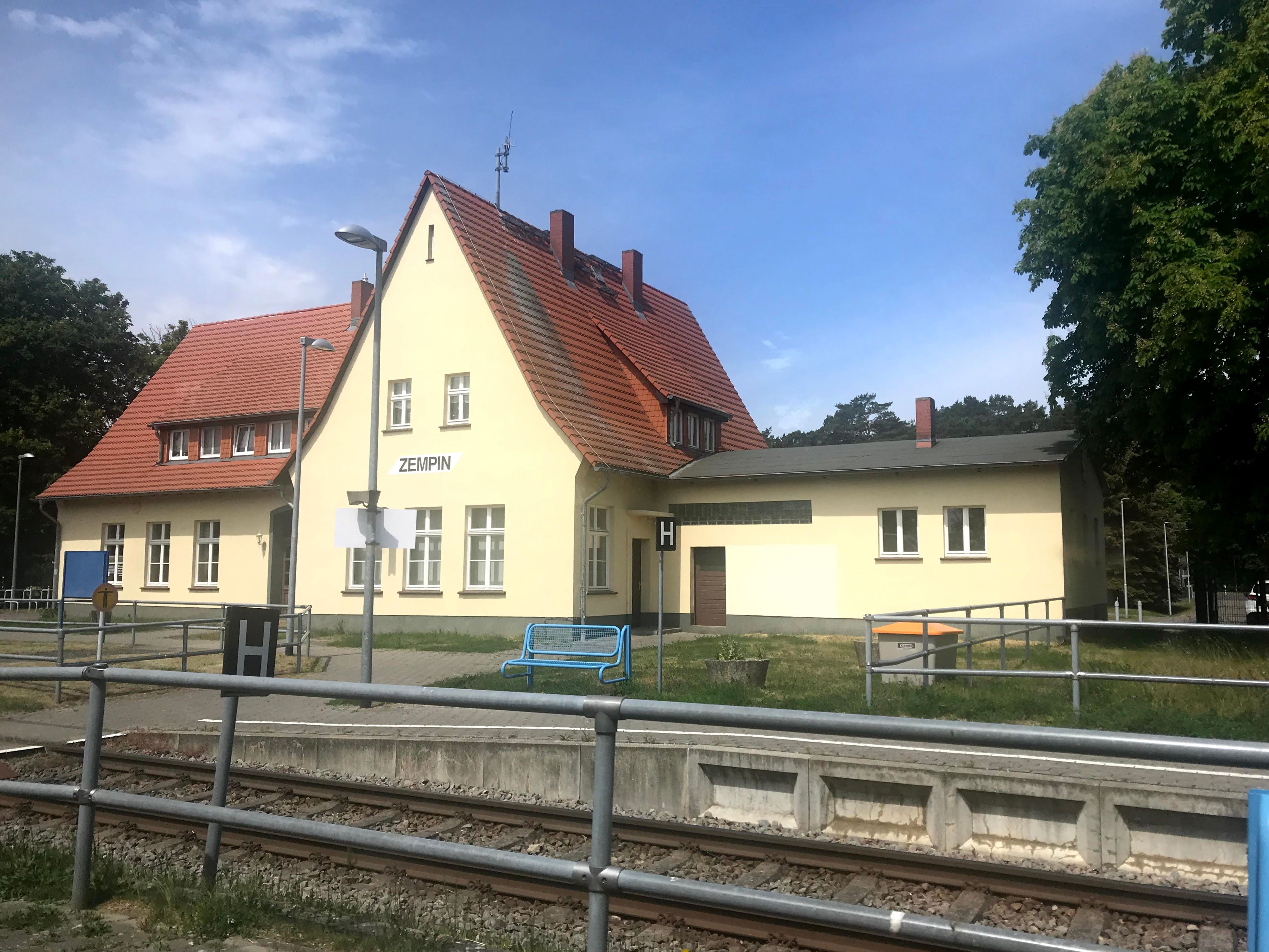
Bahnhof Zempin

Zempin ist das kleinste Seebad auf Usedom. Es liegt zwischen Zinnowitz und Koserow an der engsten Stelle zwischen Ostsee und Achterwasser. Es liegt an der Bundesstraße 111 und ist über die Bahnstrecke Züssow–Swinemünde zu erreichen. Rund 16 Kilometer östlich der Gemeinde liegen die drei Kaiserbäder Bansin, Heringsdorf und Ahlbeck sowie zwei Kilometer westlich der Ort Zinnowitz.

## Geschichte

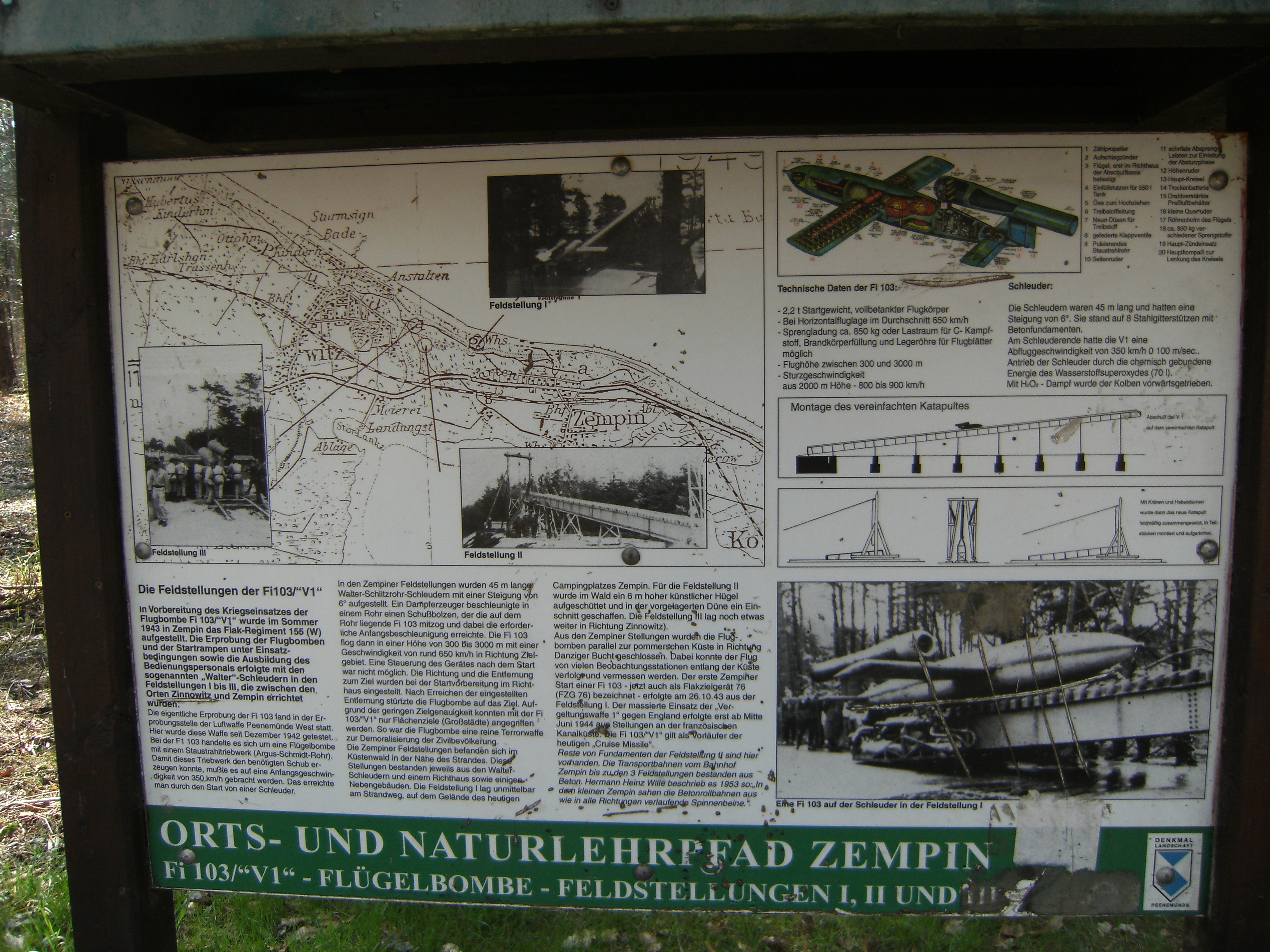
Infotafel für Bodendenkmal V1-Startrampen bei Zempin

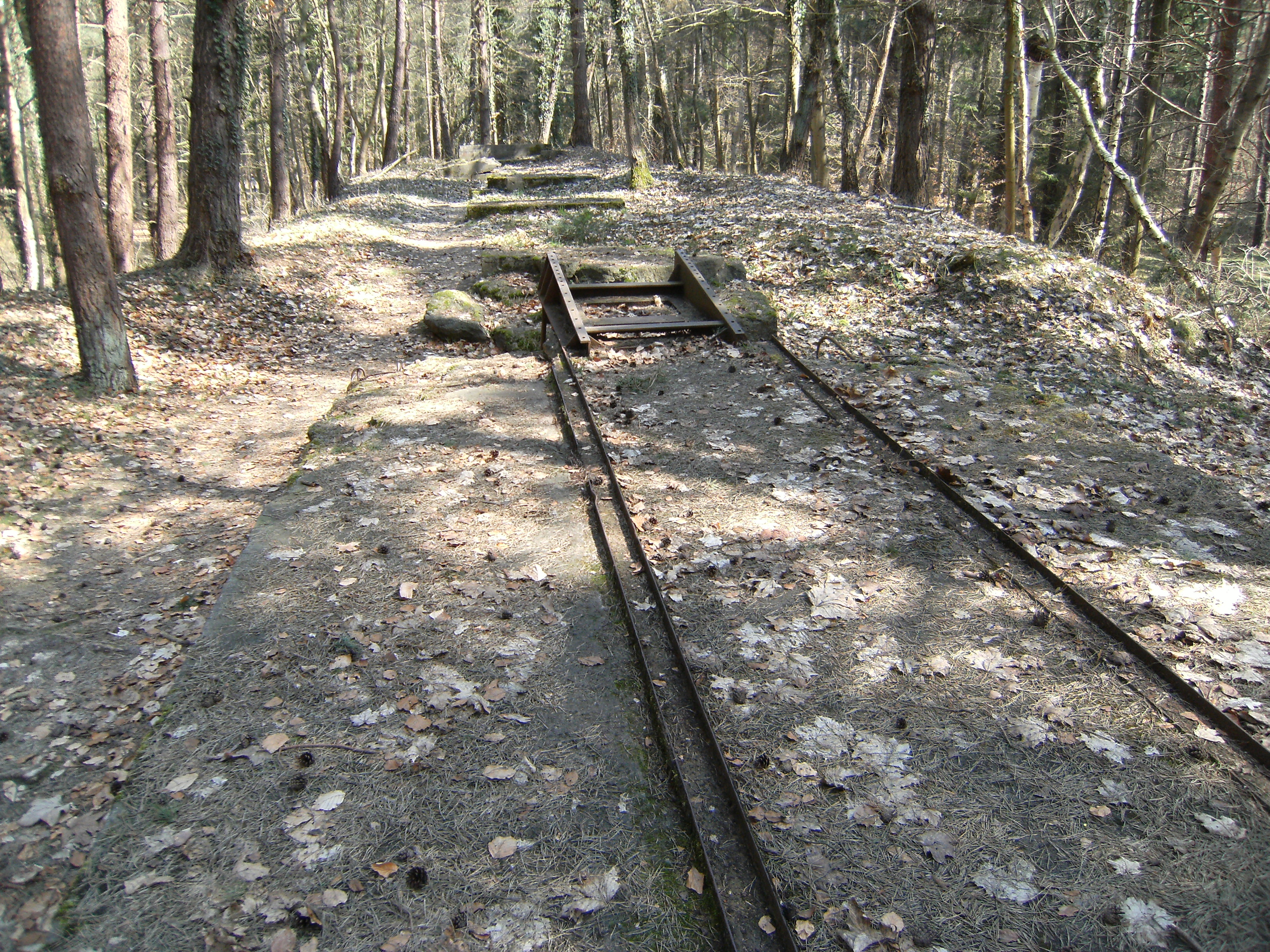
Relikte der V1-Startbahn Zempin

Zempin wurde erstmals in der „Wasser-Ordnung wegen des Lassanischen Wassers“ vom 4. Juli 1571 als „Zempihn“ erwähnt. Später, 1589 als „Zempynn“. Der slawische Name wird als „trübe“ oder „finster“ gedeutet.
In der PUM 1835 ist Zempin als Bauern- und Fischerdorf am Achterwasser zu erkennen. Nur die „Zempiner Packerei“ (Heringspackerei) ist am Strand der Ostsee zu sehen.
Mit dem Westfälischen Frieden von 1648 geriet Vorpommern und somit auch der Ort Zempin unter schwedische Herrschaft, nachdem der Ort vorher zum Herzogtum Pommern gehörte. Nach dem Frieden von Stockholm vom 1. Februar 1720 wurde die Insel Usedom und somit auch der Ort Zempin preußischer Besitz. Nach der Verwaltungsreform 1815 kam Zempin zur preußischen Provinz Pommern und gehörte von 1818 bis 1945 zum Landkreis Usedom-Wollin.
Nach den Sturmfluten von 1872 und 1874, die die Insel zwischen Zempin und Koserow zerrissen und den Ort Damerow überspülten, wurde von Zempin am Griepow beginnend bis Koserow ein Deich gebaut der bis in die DDR-Zeit auf 3,5 m Höhe stufenweise aufgebaut wurde.

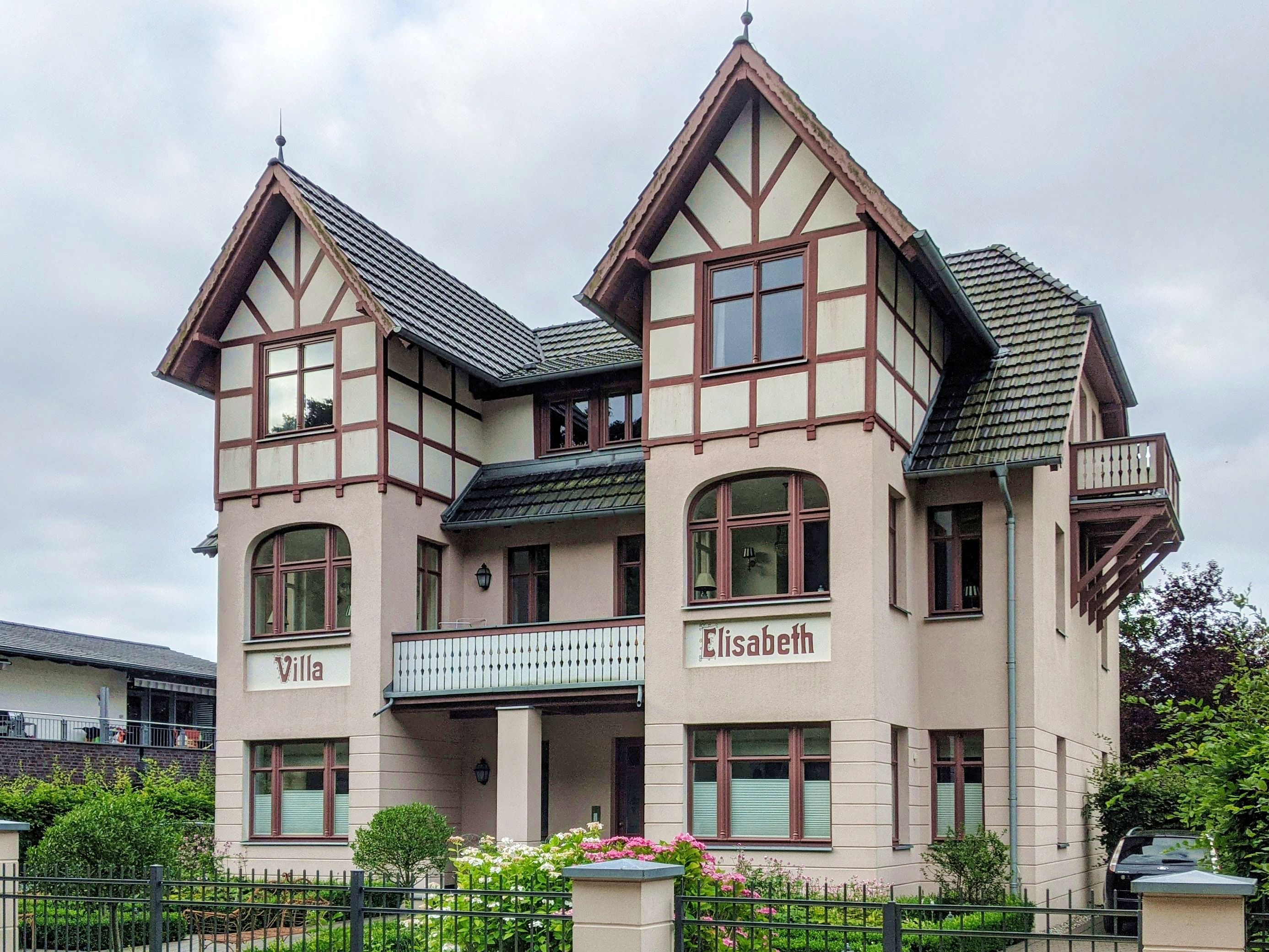
Zempin Waldstr 16

1880 hat sich der Ort weiter ausgeweitet und liegt jetzt auch an der Straße (heutige B 111), an der Küste liegen die Zempiner Bootsstelle und die ersten Badehütten werden erwähnt.
1911 erhielt Zempin Bahnanschluss, es trat 1908 dem Deutschen Bäderverband bei und 1933 wurde eine Seebrücke errichtet, die allerdings im Zweiten Weltkrieg wieder zerfiel.
1920 liegt der Schwerpunkt des Ortes bereits an der B 111 und am Ostseestrand entstand das Zempiner Strandhotel.
Zwischen 1943 und 1945 wurden im Waldgebiet zwischen Zinnowitz und Zempin drei Abschusseinrichtungen zur weiteren Erprobung der Flugbombe Fieseler Fi 103, auch als „V 1“ bekannt, gebaut und am 13. August 1943 dem Flakregiment 155 (W) unterstellt. Der reguläre Schießbetrieb in Zempin wurde unter Oberst Max Wachtel am 14. Oktober 1943 aufgenommen. Das unter Geheimhaltung erprobte „Flakzielgerät FZG 76“ hatte 1944 im Einsatzgebiet Belgien und Frankreich den Tarnnamen Maikäfer.
Von den Feldstellungen I bis III mit der Entladerampe, zwei Richtbauten, einem skiförmigen Vorratslager und den Fundamenten zweier Walter-Schleudern sind noch Überreste vorhanden. Nach Ende des Zweiten Weltkrieges wurden die Gebäude der Kriegsmarine-Flakschule als militärische Anlage beseitigt, weitere technische Gebäude geplündert und die Betonstraßen im Wald teilweise gesprengt. In den Jahrzehnten nach 1945 blieb kein Mauerstein im Wald.
1956 entstand der sich ständig vergrößernde Campingplatz und der Ort zwischen Altdorf und Straßendorf wuchs zusammen.
Seit 1996 hat Zempin die staatliche Anerkennung als Seebad, am Griepow (Dünenhügel im Osten) entstand und entsteht eine neue Ferienanlage mit Ferienwohnungen, Hotels und andere Infrastruktur.
Von 1945 bis 1952 bildete die Gemeinde, mit dem nach dem Zweiten Weltkrieg bei Deutschland verbliebenen Teil des Landkreises Usedom-Wollin, den Landkreis Usedom im Land Mecklenburg. Dieser ging im Jahr 1952 im Kreis Wolgast im Bezirk Rostock auf.
Die Gemeinde gehört seit dem Jahr 1990 zum Land Mecklenburg-Vorpommern. Seit dem Jahr 1994 gehörte Zempin zum Landkreis Ostvorpommern, der 2011 im Landkreis Vorpommern-Greifswald aufging.

## Politik

### Wappen
| Wappen von Zempin | Blasonierung: „Geteilt durch einen Wellenschnitt; oben in Blau zwei gegengewendete goldene Sprotten übereinander; unten in Silber ein blauer Zwillingsbalken.“ |
| Wappen von Zempin | Wappenbegründung: In dem Wappen verweist der Wellenschnitt auf die Lage der Gemeinde an der Ostsee und am Achterwasser. Die Wappenbilder symbolisieren die wichtigsten Erwerbszweige der Einwohner. So stehen die Sprotten für den Fischfang, der Zwillingsbalken im silbernen Feld nach dem Gestaltungsgrundsatz des pars pro toto für den Markisenstoff der Strandkörbe und damit für den Badetourismus an der Ostsee. Mit den Farben Blau-Weiß wird zugleich auf die Zugehörigkeit der Gemeinde zum Landesteil Vorpommern hingedeutet. Das Wappen wurde von dem Weimarer Michael Zapfe gestaltet. Es wurde am 10. März 1998 durch das Ministerium des Innern genehmigt und unter der Nr. 156 der Wappenrolle des Landes Mecklenburg-Vorpommern registriert. |

### Flagge
Die Flagge wurde vom Anklamer Designbüro Schönherr gestaltet und am 17. Dezember 1998 durch das Ministerium des Innern genehmigt.
Die Flagge besteht aus weißem Tuch. Es ist in der Mitte mit dem Gemeindewappen belegt, das zwei Drittel der Höhe des Flaggentuchs einnimmt. Die Länge der Flagge verhält sich zur Höhe wie 5:3.

### Dienstsiegel
Das Dienstsiegel zeigt das Gemeindewappen mit der Umschrift „GEMEINDE SEEBAD ZEMPIN * LANDKREIS VORPOMMERN-GREIFSWALD“.

## Sehenswürdigkeiten

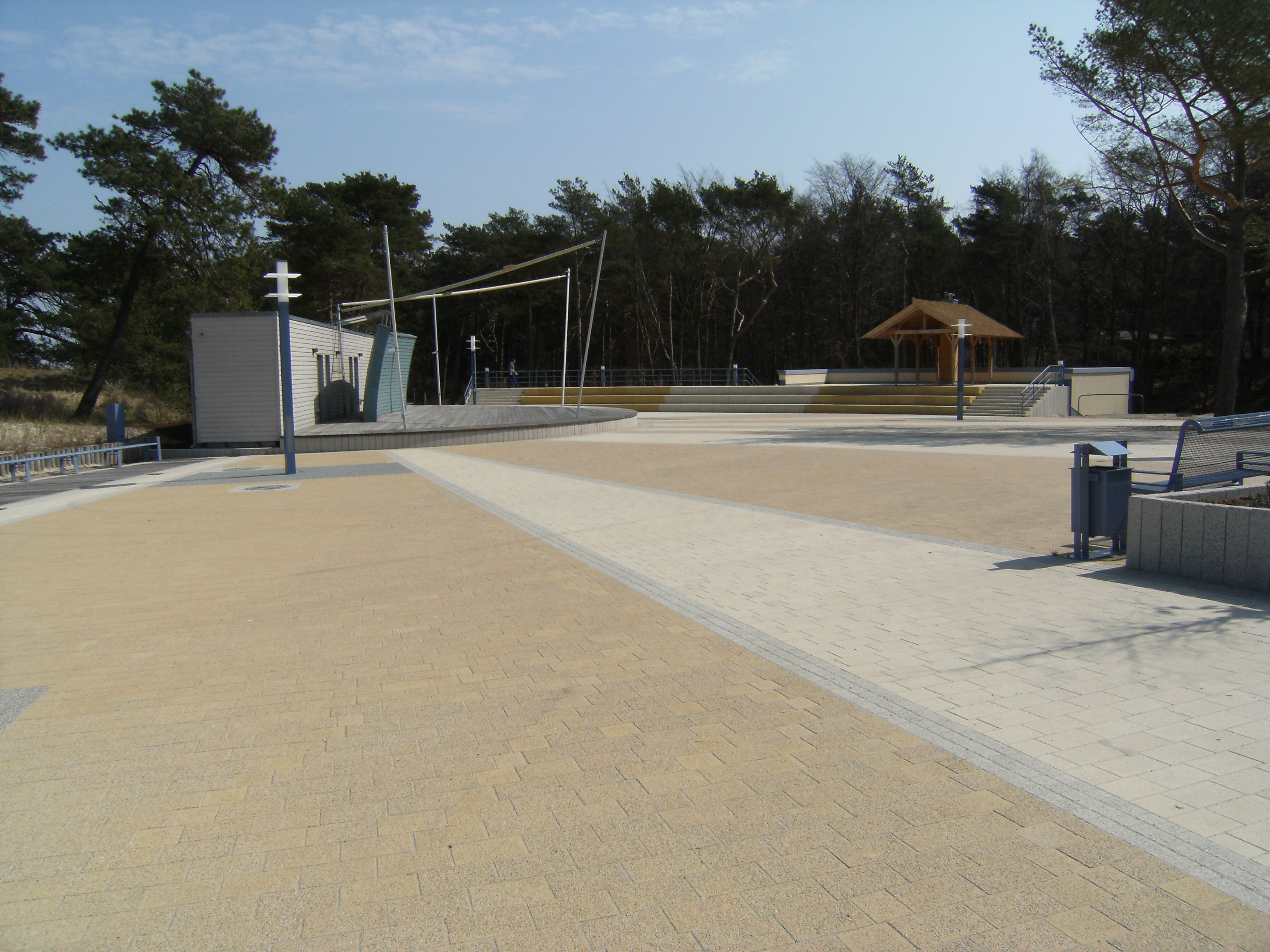
Neugestalteter Promenadenplatz am Strand von Zempin

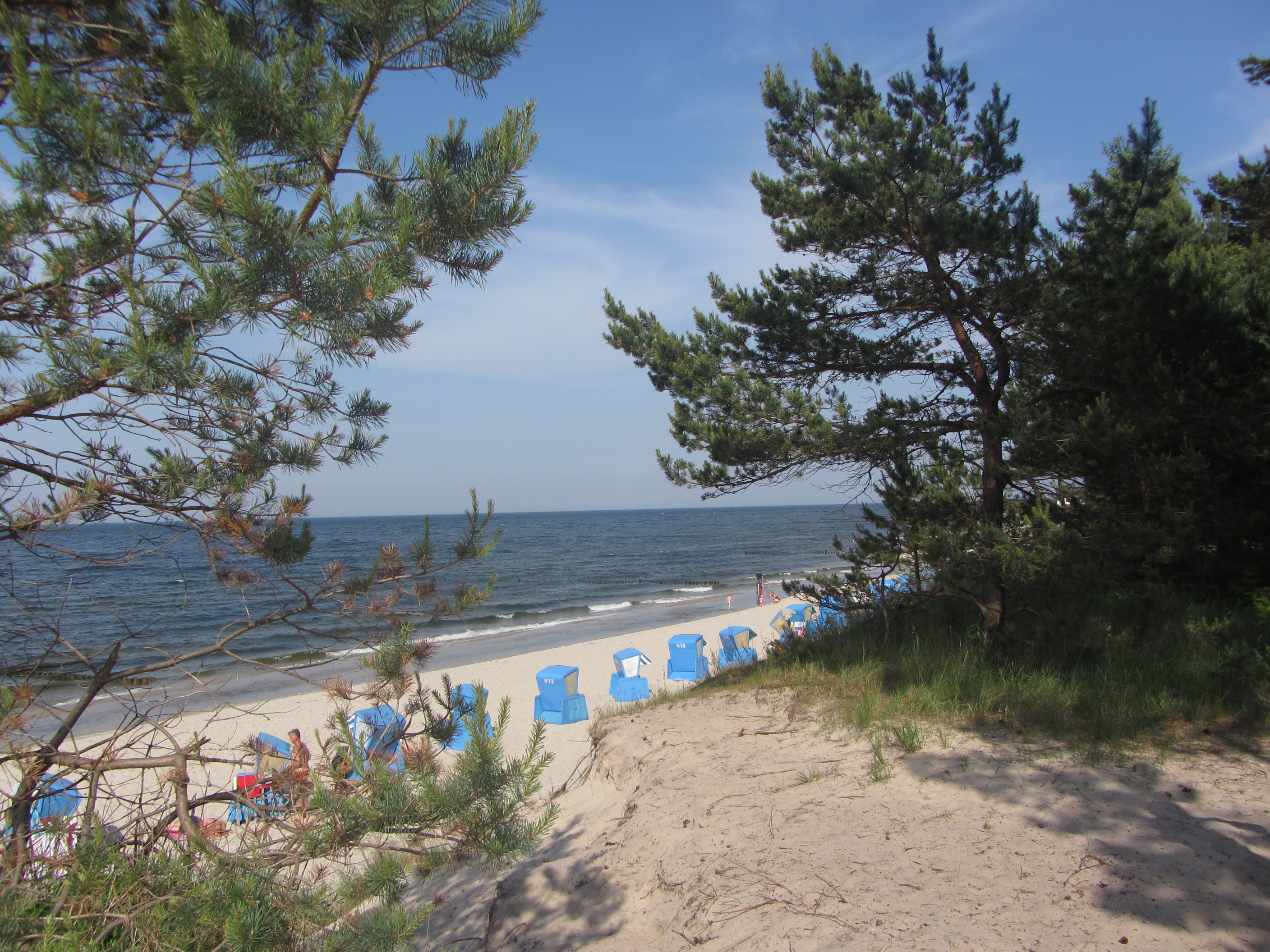
Bernsteinstrand an der Ostsee in Zempin

→ Siehe: Liste der Baudenkmale in Zempin
- Zempiner Salzhütten am Zugang zum Strand in den Dünen, eine datiert 1882 (wurden im Zuge des Neubaus von Kurplatz und Promenade im Frühjahr 2012 abgerissen)
- Insgesamt etwa 50 Reetdachhäuser in mehreren Dorfstraßen
- Große Eiche am Anglerhafen des Achterwassers; Stammumfang etwa 4,5 Meter, rund 350 Jahre alt
- Heimat-Vereinshaus Alte Schule („Uns olle Schaul“)[8]: Bis 2000 Schule, jetzt Ausstellungsraum für über 30 selbst gebaute Bootsmodelle des Zempiner Fischers Konrad Tiefert (* 1919); Tieferts Leben und Werk war im Februar 2005 Gegenstand der ZDF-Dokumentation Winterreise – von Usedom ins Gletschereis. Außerdem wurde in diesem Vereinshaus der historische Kolonialwarenladen von Karl Schichlein rekonstruiert (Mobiliar von 1928).
- Auf halber Strecke nach Koserow: Lüttenort, ehemaliges Wohnhaus (heute kleines Museum mit Skulpturen-Garten) des Malers Otto Niemeyer-Holstein

## Persönlichkeiten
- Die Keramik- und Aquarellmalerin Rosa Kühn (* 1928) wohnte bis 2005 in Zempin und lebt jetzt in Bansin.
- Der Maler, Grafiker und Schriftsteller Hugo Scheele lebte von 1921 bis zu seinem Tode in der Villa Baltica in der Waldstraße.
- Kurt Heinz Sieger (1917–2002), Landschafts- und Aktmaler, lebte und starb in Zempin.